# Xenostryxis jasnoshae
Xenostryxis jasnoshae is een vliesvleugelig insect uit de familie Encyrtidae. De wetenschappelijke naam is voor het eerst geldig gepubliceerd in 1974 door Myartseva & Trjapitzin.